# Kantabriske bjerge
De Kantabriske bjerge eller den Kantabriske bjergkæde (spansk: Cordillera Cantábrica) er et af de vigtige systemer af bjergkæder i Spanien. 
Det strækker sig gennem 300 km tværs over det nordlige Spanien, dvs. fra den vestlige ende af Pyrenæerne til det Galiciske massiv i Galicien og langs kysten af Biscayabugten. I dens sydøstlige ende møder bjergkæden den spanske højslette.
Disse bjerge er en klar, fysiografisk provins af det større, Alpine bælte. 
De Kantabriske bjerge rummer et bredt udvalg af stier til vandrere, men også mange udfordrende klatreruter. Skisport kan dyrkes på skisportstederne Alto Campoo, Valgrande-Pajares og Manzaneda.

## Geografi
The Kantabriske bjerge strækker sig i retningen øst-vest og næsten parallelt med havet lige til passet Leitariegos, og de når også sydpå ind mellem León og Galicien. Bjergkædens vestlige grænse markeres af dalen langs floden Miño (portugisisk: Minho), dertil hvor bifloden Sil udmunder i Miño, og dér hvor det lille vandløb, Cabrera, udmunder i Sil.
I deres helhed er de Kantabriske bjerge bemærkelsesværdige for deres kringlede forgreninger, men næsten overalt, og særligt mod øst, kan man skelne to hovedkæder, som de mindre kamme og bjergpas løber ud fra. Én kæde eller serie af kæder følger kystlinjen meget tæt. Den anden, som er højere, danner den nordlige afgrænsning af den store højslette, Castilla y León, og bliver af og til betragtet som en fortsættelse af Pyrenæerne. På nogle strækninger rejser kystkæden sig lodret op af havet, og overalt har disse bjerge så brat en hældning, at vandløbene, der flyder mod havet, alle er korte med kraftig strøm.
Faldet fra den sydlige kæde ned mod den kastillanske højslette er mere gradvis, og flere store floder – og først og frememst Ebro – har deres udspring her og flyder mod syd eller vest. Den Kantabriske kædes bredde stiger med alle sine forgreninger fra ca. 60 km mod øst til ca. 185 km mod vest. Mange af bjergtoppene er mere end 2.000 m høje, men de største højder nås i den centrale del af bjergene mod grænsen til León, Asturien, Palencia og Kantabrien. Her findes de høje toppe Torre de Cerredo (2.648 m), Peña Vieja (2.617 m), Peña Prieta (2.538 m) og Espigüete (2.450 m). En navnløs top i Picos de Europa, som Peña Vieja også tilhører, rejser sig på den højre bred af floden Sella og når op i 2.596 m højde; længere mod vest når toppene Manpodres, Peña Ubiña, Peña Rubia og Cuiña alle lige netop op over 2.000 m højde. Et påfaldende træk ved bjergkæden såvel som ved den nærmeste del af højsletten er antallet af isolerede plateauer, der er omkranset af høje bjerge eller endda af stejle klippevægge.
De Kantabriske bjerge danner en skarp adskillelse mellem det grønne Spanien mod nord og det tørre centrale plateau. De nordvendte skråninger modtager kraftige regnvejr fra vandrende lavtryk, der kommer ind fra Biskayen, mens de sydvendte ligger i regnskygge.

## Hovedkæderne
Den kantabriske bjergkæde har tre meget klart adskilte dele fra vest mod øst:

### Vestlig del: DetAsturiske Massivog dets forbjerge
Geologisk er disse bjerge en forlængelse af det Galiciske massiv med palæozoiske foldninger. Massivet gennemskæres af dybe, øst-vest vendte slugter, som f.eks. den, som floden Cares strømmer igennem. Det højeste punkt er Torre de Cerredo 2,648 m.
- Sierra de la Bobia, Pico de la Bobia 1.201 m
- Sierra de Tineo, Mulleiroso 1.241 m, et nordligt forbjerg ved Tineo
- Sierra de San Isidro, Campo de La Vaga 1.078 m
- Sierra de Eirelo, Pena dos Ladróis 800 m
- Sierra del Sueve, Picu Pienzu 1.161 m, et nordligt forbjerg vest for floden Sella
- Sierra de Cuera, Pico Turbina 1.315 m, et nordligt forbjerg i den østlige del af Asturien
- Sierra de Quintanal, der forløber langs den østlige side af floden Narcea
- Andre kæder i det Asturiske massiv er: Sierra del Aramo, Sierra de Pando, Sierra de Caniellas, Sierra de Rañadoiro, Loma de Parrondo, Sierra de San Mamés, Sierra de Serrantina, Sierra de la Zarza, Sierra de Degaña, Sierra del Acebo, Sierra de Sobia, Cordal de Lena, Sierra de Casomera, Porrones de Moneo, og Cordal de Ponga

### Centrale del: MassivetPicos de Europa
Den centrale del består af kalksten og mergel fra kultiden. Paramo de Masa og La Lora græsområderne befinder sig mod syd, hvor de gennemskæres af Rudróndalen.
- Sierra de Covadonga vest for Picos de Europa
- Sierra de Dobros nord for Picos de Europa
- Bjergmassivet, Picos de Europa, er opdelt i tre massiver:
  - Cornión Massif mod vest med Torre Santa 2.596 m
  - Urrieles Massif i midten med Torrecerredo 2.650 m
  - Ándara Massif mod øst med Morra de Lechugales 2.444 m
  - Sierra de Liencres er en kystkæde, som danner nordlige forbjerge
  - Sierra Nedrina[4]
- Bjergkæder i Kantabrien længere mod øst:
  - Fuentes Carrionas Massif med Peña Prieta 2.536 m, som er tæt på den østlige ende af Picos de Europa
  - Sierra Cocón over Tresviso
  - Sierra del Escudo de Cabuérniga, et nordligt forbjergssystem mellem hovedkæderne og havet[5]
  - Sierra de la Gándara med Peña Cabarga 537 m er nogle lave forbjerge længere østpå
  - Montes de Ucieda
  - Alto del Gueto
  - Sierra de la Matanza
  - Sierra de Peña Sagra med Peña Sagra 2.046 m
  - Sierra de Peña Labra med Pico Tres Mares 2.175 m og Peña Labra 2.006 m
  - Sierra del Cordel i Saja- og Nansadalene
  - Sierra del Escudo mellem Campoo de Yuso og Luena
  - Sierra de Híjar er forbjerge i det høje plateau ved den sydøstlige ende af den midterste del af bjergkæden
    - Valdecebollas

  - Sierra del Hornijo medMortillano 1.410
  - Sierra de Breñas, som er et forbjerg, der strækker sig nord-syd, altså vinkelret på kysten
  - Montes de Pas med Castro Valnera 1,707 m i overgangszonen til de Baskiske bjerge

### Østlig del: De baskiske bjerge
De Baskiske bjerge i systemets østlige ende består af stærkt eroderede, mesozoiske foldninger og når kun moderat højde: 
- Hoved kæden:
  - Sierra Salbada (Orduña)
  - Mounts of Gasteiz med Kapildui 1.177 m
  - Izki
  - Urbasa med Baiza 1.183 m
  - Andía med det imponerende Beriain 1.493 m
- Kystkæden:
  - Gorbea (Gorbeia) 1.481 m
  - Urkiola, Anboto 1.331 m
  - Elgea
  - Aizkorri med Aitxuri 1.551 m, den højeste top i de Baskiske bjerge
  - Altzania med Aratz 1.442 m
  - Aralar med Txindoki 1.346 m
  - Andre vigtige bjerge nær havet er Ganekogorta, Oiz, Sollube, Arrate, Kalamua og Hernio

## Flora and fauna
The Kantabriske bjerge er hjemsted for en stor variation af planter. Bjergene domineres af løvfældende skove med Almindelig Bøg som bestandtræ på de nordvendte sider og med egearter som dominerende i skovene på sydvendte skråninger. Stilk-Eg er mest udbredt på dybmuldet og fugtig jord ofte på nordvendte bjergsider. Vinter-Eg findes på mindre gode, men veldrænede jorde, og Pyrenæisk Eg er dominerende på steder med mere kontinentalt klima.
Derimod mangler nåleskove næsten fuldstændigt i disse bjerge, og det gælder både voksesteder i de egentlige bjergterræner og i alpine højder. Ved palencia og nær León findes små fyrreskove med Skov-Fyr, som anses for oprindelige.
Den Kantabriske brune bjørn (Ursus arctos pyrenaicus), der anses for at være udryddelsestruet, har en udbredelse, der strækker sig fra Léon til områder i Palencia og Kantabrien. I de samme bjerge findes Urfugl.
I denne bjergkæde findes også andre, større dyr: Iberisk ulv (Canis lupus signatus) og rebeco, eller katabrisk gemse (Rupicapra pyrenaica parva).

## Beskyttede områder
De Kantabriske bjerge omfatter adskillige, beskyttede områder, som f.eks. Nationalparken Picos de Europa, som er én af flere nationalparker, der er optaget på UNESCOs liste over World Network of Biosphere Reserves. Nogle af stederne er optaget i den Europæiske Unions Natura 2000-netværk og særlige beskyttelsesområder for bevarelsen af af vilde fugle.
- Nationalparken Picos de Europa
- Muniellos naturreservat
- Naturparken Fuentes del Narcea, Degaña e Ibias
- Naturparken Redes
- Naturparken Somiedo
- Beskyttede landskabsområde i Sierra del Sueve
- Naturparken Fuentes Carrionas og Fuente Cobre-Montaña Palentina
- Naturparken Saja-Besaya
- Naturparken Collados del Asón

## Eksterne links
- iberianature.com - engelsksproget netsted om naturen i Spanien og portugal
- Det Kantabriske institut for biodiversitet Arkiveret 9. november 2010 hos  Wayback Machine
- Naturparken Las Ubiñas-La Mesa - biosfærereservat (I) Arkiveret 2. august 2012 hos  Wayback Machine

43°11′51″N 4°51′06″V / 43.1975°N 4.8517°V